# 埃玛·戈尔德曼
愛瑪·高德曼（英語：Emma Goldman；1869年6月27日—1940年5月14日，依旧历生于1869年6月15日，或作爱玛·高德曼），無政府主義政治活动家、作家。她是二十世紀前半葉北美與歐洲的無政府政治哲學發展中的一位關鍵角色。
埃玛生于俄罗斯帝国考那斯（现属立陶宛）的一个犹太家庭，后于1885年移居美国。在干草市场事件後，埃玛深受无政府主义吸引，并成为了無政府哲學、婦女權利與社會議題等領域的作家及著名演說家，吸引了成千上万名聽眾。她與她的愛人無政府主義作家亞歷山大·貝克曼曾謀劃暗殺亨利·克雷·弗里克，藉以作为行動宣傳。刺殺行動終告失敗，貝克曼被判處22年徒刑。高德曼亦在隨後數年間，因「煽動暴亂」及非法散布節育相關資訊而多次入獄。1906年，高德曼創辦無政府主義刊物《大地》。
1917年，埃玛和贝克曼因密谋“诱使人们不登记”新颁布的征兵法案再度入狱两年。出狱后，两人与其他248人再度一同被捕，并被驱逐到俄国。埃玛最初支持使布尔什维克上台执政的十月革命，但在喀琅施塔得起义之后她改变了看法。她批评苏联以暴力镇压异见者，并于1923年出版了一本详细阐述她感受的书《我对俄罗斯的幻灭》。后来她辗转英国、加拿大和法国，又写了一本自传《过我自己的生活》，这本自传分两卷分别在1931年和1935年出版。西班牙内战爆发后，埃玛又来到西班牙支持当地的无政府主义革命。她最终于1940年5月14日于加拿大多伦多逝世。
究其一生，埃玛被支持者誉为思想自由的叛逆女人，被反对者贬为出于政治动机的谋杀犯和暴力革命的倡导者。她的写作和演讲涉及各种社会问题，如监狱、无神论、言論自由、军国主义、资本主义、婚姻、自由恋爱主义及同性戀。尽管她将自己与第一波女性主義及其对女性參政權的争取划清界限，但她确实开创了将性别政治纳入无政府主义的新思想。几十年的默默无闻后，20世纪70年代女权主义和无政府主义学者重新点燃了人们对她的兴趣，埃玛也自此成为了无政府女性主义的标志性人物。

## 生平

### 家庭
高德曼出生於俄羅斯帝國科夫諾（現立陶宛考那斯）的一個猶太教正統派家庭，母亲叫陶贝·比诺维奇（Taube Bienowitch），陶贝与埃玛的父亲相识前另有一段婚姻，并生下了埃玛的两个姐姐海伦娜（1860年）和列娜（1862年）。陶贝的第一任丈夫死于结核病，他死时她极为悲痛。埃玛后来写道：“无论她曾有多少爱，这些爱都随着她15岁时与之结婚的那个年轻人一同消逝了”。
陶贝的第二段婚姻由她的家人包办，埃玛评价这段包办婚姻“从一开始就有问题”。陶贝的第二任丈夫，亚伯拉罕·戈尔德曼，在婚后没多久就将陶贝第一任丈夫的遗产用来投资一家企业，且很快就赔得血本无归。随之而来的财政问题，加上二人之间的感情距离，使这个家庭的成员之间多有不和。每当陶贝怀孕时，亚伯拉罕都非常希望怀上的是男孩，因为他认定生女孩将进一步导致家庭内事业的失败。陶贝和亚伯拉罕最终的确生了三个男孩，但是他们两人的第一个孩子是女孩，也就是埃玛。
埃玛·戈尔德曼生于1869年6月27日。她的父亲用暴力惩罚他的孩子——当他们不听话的时候就打他们。他曾用鞭子鞭打最叛逆的埃玛。她的母亲几乎从不安慰几个孩子，也很少要求亚伯拉罕下手轻些。埃玛后来推测性挫折可能对她父亲的暴躁脾气有着很大的影响。
埃玛与她同父异母的姐姐海伦娜和列娜的关系形成了鲜明的对比。最年长的海伦娜为她的弟弟妹妹们提供了他们的母亲所没有提供的安慰；她让戈尔德曼的童年充满了“任何曾有过的欢乐”。但列娜就对她的弟弟妹妹们疏远又不友善。后来又有几个男孩加入了三姐妹一行：路易斯（死于6岁）、赫尔曼（生于1872年）和莫伊舍（生于1879年）。

### 青春期

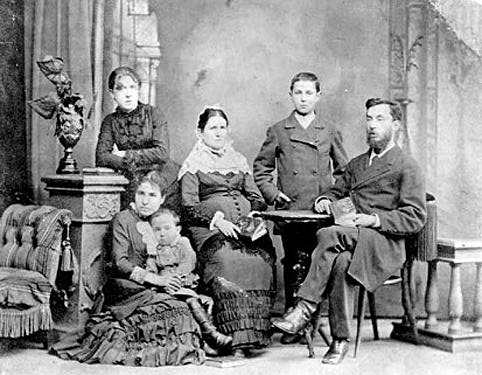
1882年埃玛·戈尔德曼一家在圣彼得堡的合照，从左至右：埃玛（站立者）、海伦娜（坐者），莫伊舍坐于海伦娜的腿上、陶贝、赫尔曼和亚伯拉罕

戈尔德曼一家在埃玛还是个小女孩的时候搬到了帕皮莱，她的父亲在那里经营一家旅馆。当她和姐妹们劳动时，她与一个名叫彼得鲁什卡的仆人成了朋友，这个仆人激起了她 “最初的情欲感”。后来埃玛在帕皮莱目睹了一个农民在大街上被人用铁皮鞭鞭打，这件事对她造成了极大的精神创伤并让她终生厌恶暴力的权威。
七岁时，埃玛随家人搬到了普鲁士的柯尼斯堡（当时仍属德意志帝国），随后她就读于当地的一家实科中学。在这所实科中学中，埃玛遇到了一位用尺子打学生的手来惩罚不听话学生的老师，这位老师尤其针对埃玛。此外，还有一位老师试图猥亵埃玛，在埃玛的反抗下这位老师随后被解雇。她在德语老师的帮助下找到了一位富有同情心，愿意免费借给她书，带着她去歌剧院玩的导师。作为一位富有活力的学生，埃玛随后通过了一所文理中学的考试，但是她的宗教老师拒绝给她提供良好行为的证明导致她无法入学。
再后来，戈尔德曼一家举家移到了俄罗斯首都圣彼得堡，亚伯拉罕在那里开了一家又一家生意惨淡的商店。戈尔德曼一家的贫困迫使孩子们提前工作，为此埃玛做过各式各样的工作，如在束腰店里卖束腰。十几岁的时候，埃玛恳求她的父亲送她回学校读书，但他却把她的法语书扔进火里，并大声训斥埃玛：“女孩不需要学很多东西！犹太人的女儿只需要知道如何准备鱼丸、切细面条，以及给男人生很多孩子就够了！”
不过，埃玛并没有放弃学习，由于没有办法去学校就读，她只能开始进行独立的自主學習，并很快开始研究她周围的政治动荡，她对负责刺杀亚历山大二世的虚无主义者尤为感兴趣。刺杀之后的政治动荡让埃玛十分好奇，她试图彻底地了解这种政治动荡，但在当时由于年幼未能成功。后来，她读了尼古拉·车尔尼雪夫斯基的小说《怎么办？》，并将其中的女主人公薇拉当作自己的偶像。她接纳了虚无主义哲学，离家出走，在社会上自由地生活并组织了一个缝纫合作社。车尔尼雪夫斯基的小说打动了埃玛，并成为了她创作的灵感源泉。
与此同时，她的父亲坚持认为她应该做一个家庭主妇，他试图安排她在15岁时结婚。父女在这个问题上不断争吵；他抱怨她正在成为一个“放荡”的女人，而她坚持说她将只为爱情而结婚。在束腰店里，她曾被许多俄国男人，包括一些军官性骚扰。曾有一个男人把她带到酒店房间，进行了埃玛在自传中所述的“暴力接触”，不过另外两位传记作家直接将其定为强奸。这段经历让埃玛发现“男人和女人之间的接触可以如此残酷和痛苦”并因此深深震惊。埃玛自觉这段经历让她永远地改变了对与男性交往的看法。

### 在纽约罗切斯特

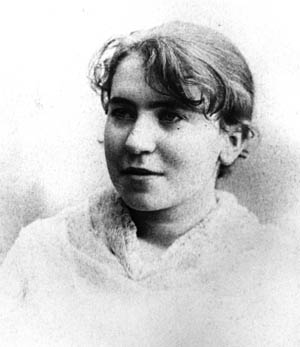
1886年的埃玛·戈尔德曼

1885年，埃玛的姐姐海伦娜计划搬到美國紐約州，与她的妹妹列娜和她的丈夫团聚。埃玛也想跟着海伦娜去美国，但她们的父亲一开始坚决不同意。即便海伦娜提出让她来付埃玛的票钱，亚伯拉罕仍严词拒绝。绝望中埃玛威胁如果她去不成纽约，她就要跳涅瓦河。最终亚伯拉罕同意了二人的请求。1885年，海伦娜和埃玛抵达纽约市的移民入口，克林顿城堡。
二人随后在州北羅徹斯特列娜和她丈夫塞缪尔的家中定居。随着圣彼得堡的反犹太主义日趋严重，亚伯拉罕带着一家剩下的人在一年后也来到了羅徹斯特。一开始埃玛在裁缝店里当女裁缝，每天花十几个小时缝制大衣，周薪2.5美元。后来她要加薪，但老板拒绝了，于是她辞职并在附近的一家小商店里又找了一份工作。
埃玛在商店做工时，遇到了同在商店工作的男人雅各布·克什纳，他与她一样喜欢读书、跳舞和旅行，同时也对工厂单调的工作感到枯燥。两人感情发展迅速，他们于四个月后的1887年2月结婚。然而，自他搬到埃玛家住后他们的关系就开始变差。新婚之夜上，她发现他是阳痿；自此之后二人在情感和身体上愈发疏远。不久，他变得嫉妒且多疑，并威胁说要自杀，以免她离开他。与此同时，埃玛越来越多地参与到她周围的政治动荡中，特别是与1886年芝加哥干草市场事件处决后的活动以及无政府主义的反权威政治哲学实践中。
婚后不到一年二人就离婚了，克什纳恳求埃玛回心转意，并威胁道如果她不原谅他就下毒自尽。于是他们短暂重归于好，但不到三个月后她再次与他离婚。埃玛的父母认为她的行为放荡不羁，拒绝让埃玛进家。她只得一手拎着缝纫机，一手拎着装有5美元的袋子，离开罗切斯特，向东南方向的纽约市走去。

### 莫斯特与贝克曼

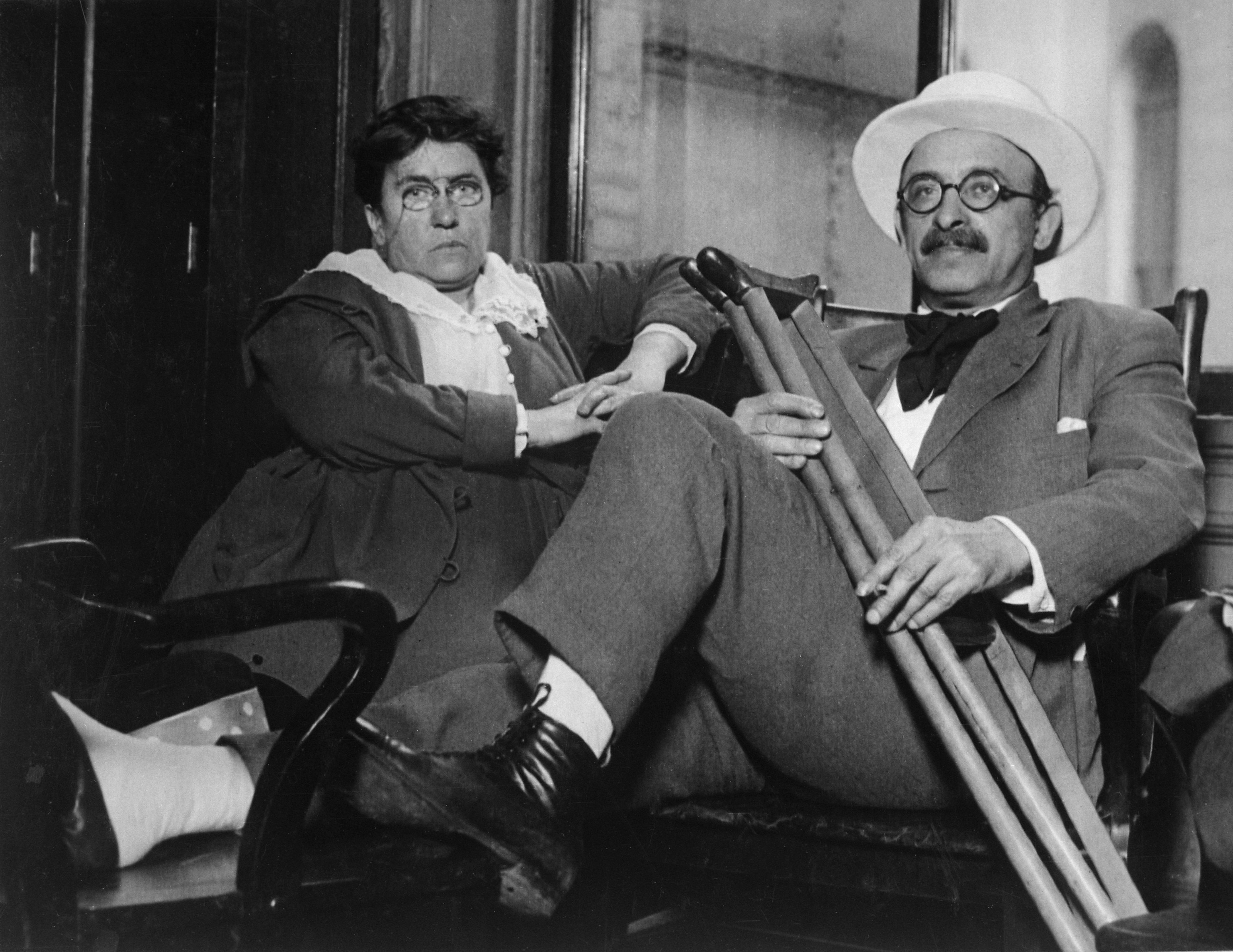
埃玛与她的恋人亞歷山大·貝克曼保持着几十年的亲密关系，图片摄于约1917–1919年间

来到这个城市的第一天，埃玛就遇到了两个大大改变她生活轨迹的人。在激进分子的聚集地萨克斯咖啡馆，她见到了无政府主义者亞歷山大·貝克曼，贝克曼邀请她一同听当晚的公开演讲，她答应了。当晚的演讲的主讲人是激进出版物《自由》报的编辑，“行動宣傳”策略——使用暴力以求改变——的拥护者约翰·莫斯特。她被他热情的演说所打动并与莫斯特相识，在此之后莫斯特长期照料她的生活，训练她进行公开演讲，大力鼓励她，告诉她：“当我离开时，你将取代我的位置”。她首轮公开演讲之一的地点就位于罗切斯特。在说服海伦娜不要把她的演讲告诉他们的父母后，埃玛发现她上台后脑子一片空白。她后来写道：
[突然之间]奇怪的事情发生了。在一瞬间，我看到了我在罗切斯特三年的每一件事：加森工厂，它的苦役和羞辱，我婚姻的失败，芝加哥的犯罪……我张开嘴。带着强烈的激情的，我从未说过的话越来越快地从我的口中涌现出来……观众消失了，大厅也消失了；我只意识到我自己的话语，我的狂喜之歌。
埃玛对这次经历感到兴奋，在随后的活动中进一步完善了自己的公众形象。不过没过多久她就发现自己在演讲独立性的问题上与莫斯特争论不休。在克利夫兰的一次重要演讲后她觉得自己好像变成了“重复莫斯特观点的鹦鹉”，并决心在舞台上独立地表达自己。当她回到纽约时，莫斯特勃然大怒并对她说：“谁不支持我就是反对我！”随后，她离开了《自由》报的编辑团队，加入了另一家《自治》报的编辑团队。
与此同时，埃玛与贝克曼成为了亲密的朋友，她亲切的称呼他为“萨沙”。不久，他们就成了恋人，二人与他的表弟莫杰斯特·费佳·斯泰因及埃玛的好友海伦·明金一同搬到了42街上的公寓中居住。虽然埃玛和贝克曼在后来遇到了许多困难，但二人在接下来的几十年来一直保持着密切的联系，并因无政府主义原则和对个人平等的承诺而团结在一起。
1892年，埃玛、贝克曼和斯泰因三人一起在马萨诸塞州伍斯特市开设了一家冰淇淋店。经营了几个月后，二人的精力又被西宾夕法尼亚匹兹堡附近的霍姆斯特德罢工所吸走。

### 霍姆斯特德密谋
埃玛和贝克曼一同经历了霍姆斯特德罢工。1892年6月，卡内基钢铁公司与钢铁工人联合会之间的谈判破裂，安德鲁·卡内基在宾夕法尼亚州霍姆斯特德的一家钢铁厂一时成为了全国关注的焦点。当时，这家工厂的主管是一位尖锐的工会反对者，亨利·克雷·弗里克。当最后一轮谈判在6月底失败后，管理层关闭了工厂并将工人锁在外面，工人们随即进行了罢工。随即公司开始招募工賊，同时雇佣平克頓警卫保护工贼。7月6日，300名平克顿警卫和武装起来的一群工会工人间爆发了激烈的一场战斗。7名警卫和9名工人死于12个小时的枪战之中。

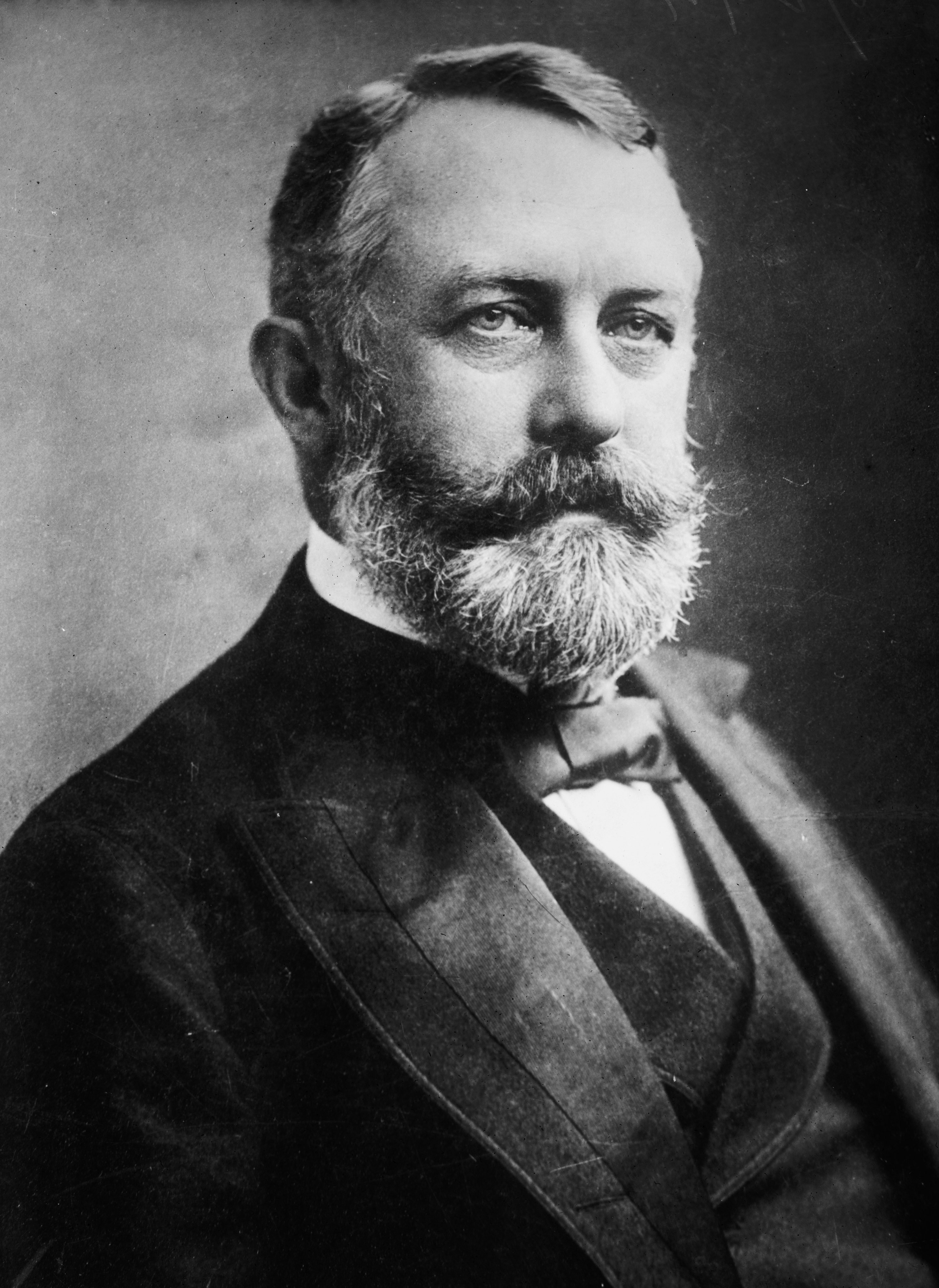
埃玛和贝克曼认为对卡内基钢铁公司的主管亨利·克雷·弗里克（上图所示者）进行报复性暗杀能够“损伤其阶级的灵魂”并能“向全世界传播无政府主义的理论”

当时，美国全国的大多数报纸表示支持罢工者。但埃玛和贝克曼仍下定决心暗杀弗里克，他们期望这一行动能激励工人反抗资本主义制度。贝克曼决定去执行具体的暗杀计划，并让埃玛留在外面，以便在他入狱后解释他的动机，即贝克曼负责行动，埃玛负责相关的宣传工作。安排好相关事宜后，贝克曼随即动身前往匹兹堡，他计划在路上必经的霍姆斯特德射杀弗里克。
与此同时，埃玛想起了陀思妥耶夫斯基的小说《罪与罚》的女主人公索尼娅的经历，决定通过卖淫来资助该计划。她具体思索道：“索尼娅为了养活她幼小的兄弟姐妹而成为了一名妓女……敏感的索尼娅可以出卖她的身体，那么为什么我不能？”后来有一天，埃玛在街上引起了一个男人的注意，他把她带到一家酒馆里，请她喝啤酒，又给了她10美元，最后告诉她她没有掌握“诀窍”，并劝她放弃这个行业。埃玛“惊得说不出话来”。她后来写信给她的姐姐海伦娜称自己生病了，又向她要了15美元。
7月23日，贝克曼携带一把便携式手枪进入弗里克的办公室，随后向其连开三枪，又刺伤了他的腿。一旁的工人们不但没有加入他的行列，还将其打晕后交给了警察。贝克曼随后被判谋杀未遂，获刑22年。在他服刑期间，埃玛饱受思念折磨。

### 去世
1940年2月17日，高德曼因中风而瘫痪，虽然听力不受影响，但已经无法说话。随后几个月病情稍有好转，但5月8日再次中风，5月14日在加拿大多伦多去世，享壽70岁。她的遗体被运回美国，安葬在芝加哥西郊的一个墓园里。

## 作品
高德曼是一位多产的作家，编写了无数小册子和文章。她写了6本书，包括一本自传。

### 书籍
- Anarchism and Other Essays. New York: Mother Earth Publishing Association, 1910.
- The Social Significance of the Modern Drama. Boston: Gorham Press, 1914.
- My Disillusionment in Russia. Garden City, New York: Doubleday, Page and Co., 1923.
- My Further Disillusionment in Russia. Garden City, New York: Doubleday, Page and Co., 1924.
- Living My Life. New York: Knopf, 1931.
- Voltairine de Cleyre. Berkeley Heights, New Jersey: Oriole Press, 1932.

### 编辑合集
- Red Emma Speaks: Selected Writings and Speeches. New York: Random House, 1972. ISBN 978-0-394-47095-5.
- Emma Goldman: A Documentary History Of The American Years, Volume 1 – Made for America, 1890–1901. Berkeley: University of California Press, 2003. ISBN 978-0-520-08670-8.
- Emma Goldman: A Documentary History Of The American Years, Volume 2 – Making Speech Free, 1902–1909. Berkeley: University of California Press, 2004. ISBN 978-0-520-22569-5.
- Emma Goldman: A Documentary History of the American Years, Volume 3 – Light and Shadows, 1910–1916. Stanford: Stanford University Press, 2012. ISBN 978-0-8047-7854-1.

### 引用
1. ↑  Diggs, Nancy Brown. . Albany: State Univ. of New York Press. 1998: 99. ISBN 0791436233. Like other radicals of the time, Noe Itō was most influenced by none other than Emma Goldman.
2. 1 2  University of Illinois at Chicago Biography of Emma Goldman （页面存档备份，存于）. UIC Library Emma Goldman Collection. Retrieved on December 13, 2008.
3. 1 2  Wexler, Intimate, pp. 63–65.
4. 1 2  Chalberg, pp. 42–43; Falk, Love, p. 25; Wexler, Intimate, p. 65.
5. ↑  . The New York Times. 1919-11-26  [2014-07-08]. （原始内容存档于2016-04-30）.
6. ↑  Wexler, Intimate, p. 76.
7. ↑  Wexler, Intimate, p. 104.
8. ↑  Streitmatter, Rodger. . New York: Columbia University Press. 2001: 122–134. ISBN 0-231-12249-7.
9. ↑  Goldman, Living, p. 24.
10. 1 2 3  Goldman, Living, p. 447.
11. ↑  Drinnon, Rebel, p. 5.
12. ↑  戈尔德曼一家的出生顺序并不明确，Wexler (in Intimate, p. 13)提到尽管埃玛称她是陶贝的第四个孩子，但她的哥哥路易斯（死于6岁）很可能实际生于她之后
13. ↑  Chalberg, p. 12.
14. ↑  Wexler, Intimate, p. 6.
15. ↑  Chalberg, p. 13.
16. ↑  Drinnon, Rebel, p. 12.
17. ↑  Goldman, Living, p. 11.
18. ↑  Wexler, Intimate, p. 12.
19. ↑  Wexler, Intimate, pp. 13–14.
20. ↑  Goldman, Living, p. 20.
21. ↑  Goldman, Living, p. 28.
22. ↑  Drinnon, Rebel, pp. 6–7.
23. ↑  Chalberg, p. 15.
24. ↑  Goldman, Living, p. 12.
25. ↑  Wexler, Intimate, pp. 23–25.
26. ↑  Wexler, Intimate, p. 26.
27. 1 2  Chalberg, p. 16.
28. ↑  Goldman, Living, p. 22.
29. ↑  Falk, Love, p. 14.
30. 1 2  Goldman, Living, p. 23.
31. ↑  Wexler, Intimate, p. 27.
32. ↑  Wexler, Intimate, p. 30.
33. ↑  Falk, Love, pp. 15–16.
34. ↑  Wexler, Intimate, p. 31.
35. ↑  Drinnon, Rebel, pp. 15–17.
36. ↑  Chalberg, p. 27.
37. ↑  Chalberg, pp. 27–28.
38. ↑  Goldman, Living, p. 40.
39. ↑  Goldman, Living, p. 51.
40. ↑  Goldman, Living, p. 52.
41. ↑  Goldman, Living, p. 54.
42. ↑  Wexler, Intimate, p. 53.
43. ↑  Wexler, Intimate, p. 57.
44. ↑  Wexler, Intimate, pp. 57–58.
45. ↑  . PBS. 2004-03-11  [2015-07-10]. （原始内容存档于2015-07-12）.
46. ↑  Southwick, Albert B. . Telegram & Gazette (Worcester, Massachusetts). 2014-06-26  [2015-07-10]. （原始内容存档于2004-07-01）.
47. ↑  Wexler, Intimate, pp. 61–62.
48. ↑  Quoted in Wexler, Intimate, p. 63.
49. ↑  Wexler, Emma Goldman in America, p. 65.
50. 1 2  Goldman, Living, p. 91.
51. ↑  Drinnon, Rebel, p. 45.
52. ↑  . The New York Times. 1919-11-26  [2021-08-02]. （原始内容存档于2016-04-30）.
53. ↑  Goldman, Living, p. 106.
54. ↑  Wexler, Intimate, p. 65.
55. ↑  Quoted in Wexler, Exile, p. 240.
56. ↑  Wexler, pp. 240–241.
57. ↑  . The New York Times. 1940-05-14  [2008-04-20]. （原始内容存档于2014-05-02）. Emma Goldman, internationally known anarchist, died early today at her home here after an illness of several months. She was 70 years old.
58. ↑  Goldman, Emma. . Berkeley Heights, New Jersey: Oriole Press. 1932  [2011-02-11]. OCLC 12414567. （原始内容存档于2015-03-28）.

### 书籍
- Avrich, Paul; Avrich, Karen. . Cambridge, Mass.: Harvard University Press. 2012. ISBN 978-0-674-06598-7.
- Avrich, Paul. The Haymarket Tragedy. Princeton: Princeton University Press, 1984. ISBN 0-691-04711-1.
- Berkman, Alexander. Life of an Anarchist: The Alexander Berkman Reader. New York: Four Walls Eight Windows Press, 1992. ISBN 1-888363-17-7.
- Chalberg, John. Emma Goldman: American Individualist. New York: HarperCollins Publishers Inc., 1991. ISBN 0-673-52102-8.
- Drinnon, Richard. Rebel in Paradise: A Biography of Emma Goldman. Chicago: University of Chicago Press, 1961. OCLC 266217.
- Drinnon, Richard, et al. Nowhere At Home: Letters from Exile of Emma Goldman and Alexander Berkman. New York: Schocken Books, 1975. OCLC 1055309.
- Falk, Candace, et al. Emma Goldman: A Documentary History Of The American Years, Volume 1 – Made for America, 1890–1901. Berkeley: University of California Press, 2003. ISBN 0-520-08670-8.
- Falk, Candace, et al. Emma Goldman: A Documentary History Of The American Years, Volume 2 – Making Speech Free, 1902–1909. Berkeley: University of California Press, 2004. ISBN 0-520-22569-4.
- Falk, Candace Serena. Love, Anarchy, and Emma Goldman. New Brunswick: Rutgers University Press, 1990. ISBN 0-8135-1512-2.
- Glassgold, Peter, ed. Anarchy! An Anthology of Emma Goldman's Mother Earth. Washington, D.C.: Counterpoint, 2001. ISBN 1-58243-040-3.
- Goldman, Emma. Anarchism and Other Essays. 3rd ed. 1917. New York: Dover Publications Inc., 1969. ISBN 0-486-22484-8.
- Goldman, Emma. Living My Life. 1931. New York: Dover Publications Inc., 1970. ISBN 0-486-22543-7.
- Goldman, Emma. My Disillusionment in Russia. 1923. New York: Thomas Y. Crowell Company, 1970. OCLC 76645.
- Goldman, Emma. Red Emma Speaks. ed. Alix Kates Shulman. New York: Random House, 1972. ISBN 0-394-47095-8.
- Goldman, Emma. The Social Significance of Modern Drama.  1914. New York: Applause Theatre Book Publishers, 1987. ISBN 0-936839-61-9.
- Goldman, Emma. The Traffic in Women, and Other Essays on Feminism. Albion, CA: Times Change Press, 1970. ISBN 0-87810-001-6.
- Goldman, Emma. The Tragedy of Woman's Emancipation. New York: Mother Earth Publishing Association, 1906. OCLC 15865931.
- Goldman, Emma. Vision on Fire: Emma Goldman on the Spanish Revolution. ed. David Porter. New Paltz, NY: Commonground Press, 1983. ISBN 0-9610348-2-3.
- Haaland, Bonnie. Emma Goldman: Sexuality and the Impurity of the State. Montréal, New York, London: Black Rose Books, 1993. ISBN 1-895431-64-6.
- Marsh, Margaret S. Anarchist Women 1870–1920. Philadelphia: Temple University Press, 1981. ISBN 0-87722-202-9.
- Marshall, Peter. Demanding the Impossible: A History of Anarchism. London: HarperCollins, 1992. ISBN 0-00-217855-9.
- McCormick, Charles H. Seeing Reds: Federal Surveillance of Radicals in the Pittsburgh Mill District, 1917–1921. Pittsburgh: University of Pittsburgh Press, 1997.
- Moritz, Theresa. The World's Most Dangerous Woman: A New Biography of Emma Goldman. Vancouver: Subway Books, 2001. ISBN 0-9681660-7-5.
- Murray, Robert K. Red Scare: A Study in National Hysteria, 1919–1920. Minneapolis: University of Minnesota Press, 1955. ISBN 0-313-22673-3.
- Post, Louis F. The Deportations Delirium of Nineteen-twenty: A Personal Narrative of an Historic Official Experience. NY, 1923.
- Pribanic-Smith, Erika J; Schroeder, Jared. (2019). Emma Goldman's No-Conscription League and the First Amendment. Jared Schroeder. New York. ISBN 1351027964.
- Solomon, Martha. Emma Goldman. Boston: Twayne Publishers, 1987. ISBN 0-8057-7494-7.
- Weiss, Penny A. and Loretta Kensinger, eds. Feminist Interpretations of Emma Goldman. University Park: Pennsylvania State University Press, 2007. ISBN 0-271-02976-5.
- Wexler, Alice. Emma Goldman: An Intimate Life. New York: Pantheon Books, 1984. ISBN 0-394-52975-8. Republished as Emma Goldman in America. Boston: Beacon Press, 1984. ISBN 0-8070-7003-3.
- Wexler, Alice. Emma Goldman in Exile: From the Russian Revolution to the Spanish Civil War. Boston: Beacon Press, 1989. ISBN 0-8070-7004-1.